# Zsolnai Róbert
Zsolnai Róbert (Dabas, 1982. április 11. –) magyar labdarúgó.

## Pályafutása
Zsolnai 2006 júliusában csatlakozott a Kaposvári Rákóczitól a Debrecenhez, ahol  négyéves szerződést írt alá. 2007 végén igazolt a Honvédhoz; három és fél éves szerződést írt alá a fővárosi klubnál. 2008. február 23-án játszotta első bajnoki mérkőzését a Honvédban a REAC ellen. A mérkőzés 1–1-es döntetlennel zárult. Próbálták beépíteni az első csapathoz, ám nem tudott olyan teljesítményt nyújtani, amellyel meggyőzte volna az edzőket, így a Honvéd 2008 januárjában és 2010 nyarán is kölcsönadta Kaposvárra. 2011 telén a kiesés ellen harcoló Szolnokhoz igazolt.